# Ada-Evangeliar

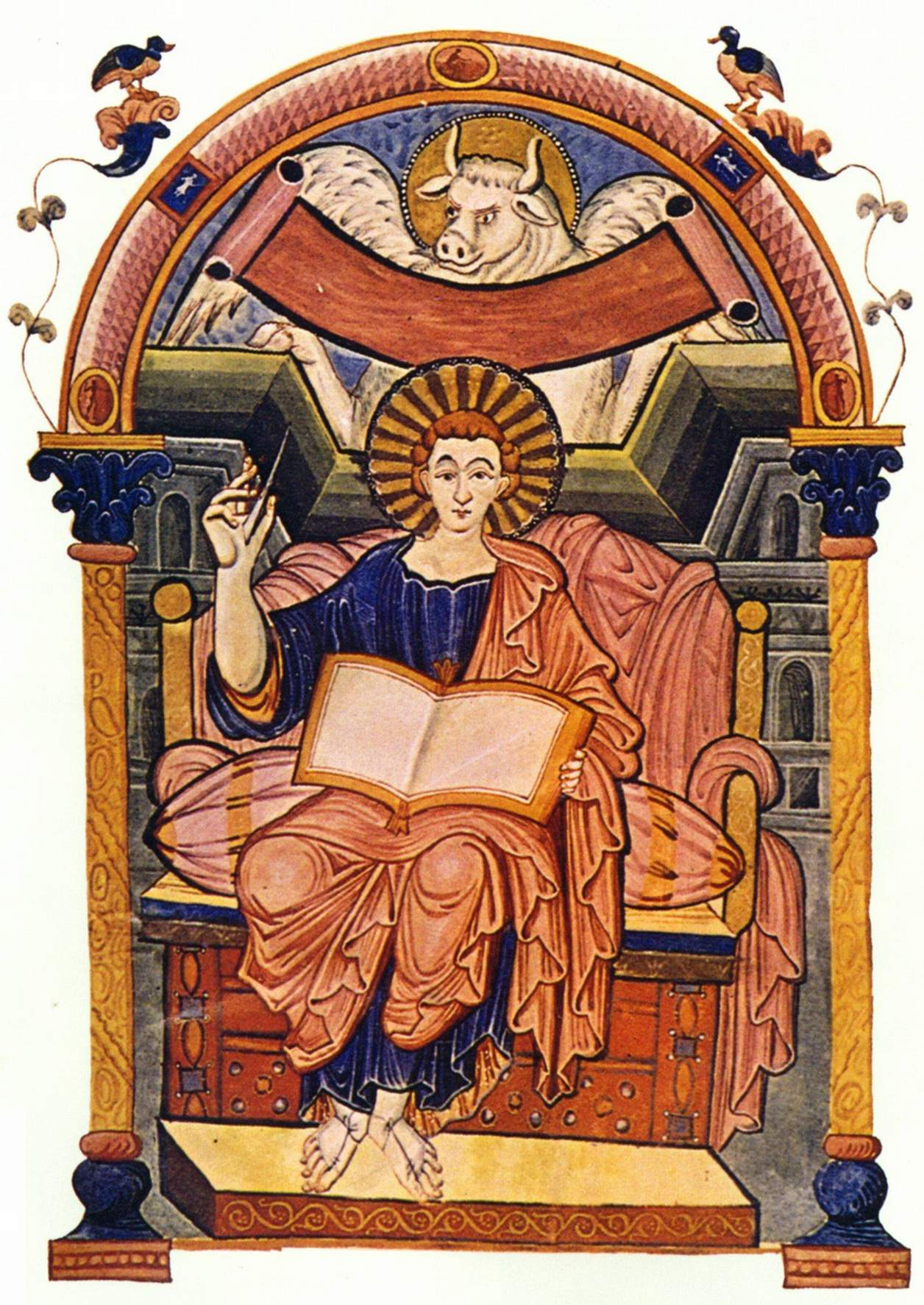
Evangelist Lukas

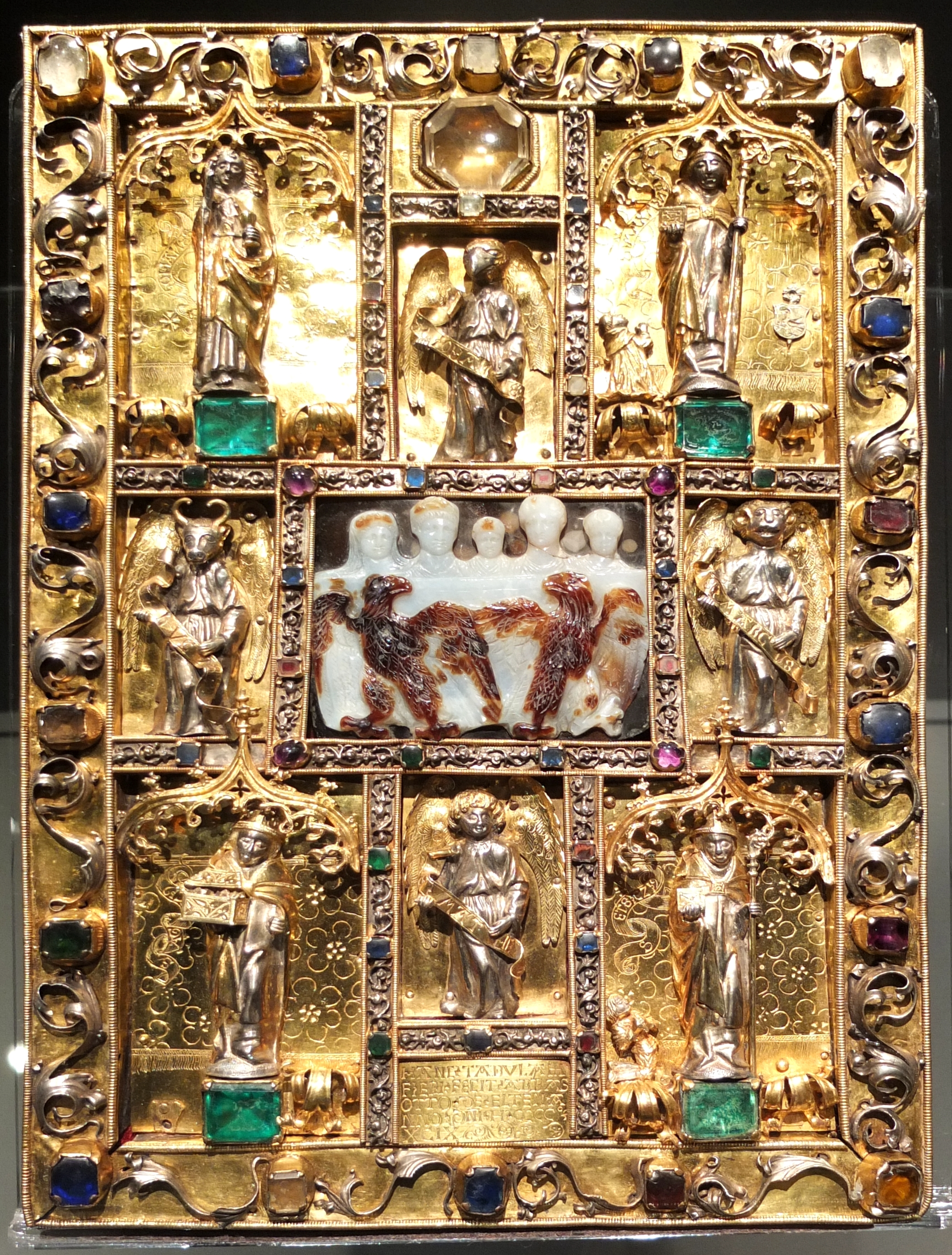
Einband

Das Ada-Evangeliar ist eine karolingische Bilderhandschrift, die in der Stadtbibliothek Trier unter der Signatur Hs. 22 aufbewahrt wird.

## Entstehung
Das Evangeliar ist zwischen den Jahren 790 und 810, wahrscheinlich in Aachen, hergestellt worden. Es gilt als Hauptwerk der Hofschule Karls des Großen.
Seinen Namen verdankt es der Auftraggeberin Ada, die in verschiedenen Quellen als Schwester Karls des Großen und als Äbtissin bezeichnet wird.
Eine Reihe ähnlich gestalteter Handschriften werden stilistisch ebenso zur Ada-Gruppe oder Ada-Schule zusammengefasst wie mehrere Elfenbeintafeln, die vergleichbare Stilmerkmale zeigen.
Der Text ist in Unziale, Capitalis rustica und früher karolingischer Minuskel mit goldener Tinte geschrieben. Nach verschiedenen Beschneidungen ist der Kodex 36,6 × 24,5 cm groß und umfasst 172 Folien mit zwei Kolumnen zu je 32 Zeilen.

## Der Einband
Im Jahre 1499 wurde ein prächtiger Goldeinband für die Handschrift angefertigt, der neben zahlreichen Edelsteinen als zentralen Schmuckstein einen römischen Adler-Kameo mit einer Darstellung der konstantinischen Familie enthält.

## Weltdokumentenerbe
Im Mai 2023 wurde das Ada-Evangeliar zum Teil des Weltdokumentenerbes erklärt.